# Reimershagen
Reimershagen ist eine Gemeinde im Süden des Landkreises Rostock in Mecklenburg-Vorpommern (Deutschland). Sie wird vom Amt Güstrow-Land mit Sitz in der nicht amtsangehörigen Stadt Güstrow verwaltet.

## Geografie
Die Gemeinde Reimershagen in der Mecklenburgischen Seenplatte nordwestlich des Krakower Sees liegt in einem wald-, hügel- und seenreichen Gebiet. Das Gelände um die Gemeinde erreicht Höhen bis etwa 80 m ü. NN. Die nächstgelegenen Städte sind Krakow am See, Goldberg und Güstrow. Im Süden hat die Gemeinde einen Anteil am Naturpark Nossentiner/Schwinzer Heide. Südwestlich des Reimershagener Ortsrandes entspringt die Bresenitz, östlich liegt der Reimershagener See.
Umgeben wird Reimershagen von den Nachbargemeinden Zehna im Norden, Krakow am See im Osten, Dobbertin im Süden sowie Lohmen im Westen.
Zu Reimershagen gehören die Ortsteile Groß Tessin, Hohen Tutow, Kirch Kogel, Rum Kogel und Suckwitz.

## Geschichte
Das als Rundling angelegte Dorf Reimershagen tauchte erstmals 1303 urkundlich auf. Das Gebiet war schon in der Bronzezeit besiedelt, darauf lassen Megalithgräber in einem Wald nordöstlich des Reimershagener Sees schließen.
An der Dorfstraße in Reimershagen liegen, allseits von Gärten umgebene, Siedlungshäuser in Ziegel-/Fachwerkbauweise mit Satteldächern, wohl aus den 1920er/1930er Jahren. Sie haben den Charakter einer Mustersiedlung. Mit der Giebelseite – geschmückt durch hölzerne Pferdeköpfe – zur Straße hin liegt jeweils der vordere Wohnbereich, dahinter der Wirtschaftsteil im selben Haus. Dieser ist bei vielen Häusern inzwischen auch für Wohnzwecke umgebaut worden. Die Siedlungshäuser trugen alle individuelle Namen, einige sind noch erhalten und erkennbar.

## Politik

### Gemeindevertretung und Bürgermeister
Der Gemeinderat besteht (inkl. Bürgermeister) aus 6 Mitgliedern. Die Wahl zum Gemeinderat am 26. Mai 2019 hatte folgende Ergebnisse:
| Partei/Bewerber                   | Prozent | Sitze |
| --------------------------------- | ------- | ----- |
| WG Kornspeicher Kirch Kogel e. V. | 36,78   | 2     |
| WG Zukunft Fünf Bürgen            | 18,39   | 1     |
| Einzelbewerber Henning            | 11,70   | 1     |
| Einzelbewerber Ahlmann            | 09,73   | 1     |
| Einzelbewerber Schröder           | 07,60   | 1     |

Bürgermeister der Gemeinde ist Jens Kupfer, er wurde mit 70,45 % der Stimmen gewählt.

## Sehenswürdigkeiten
Kirch Kogel
- Frühgotische Feldsteinkirche von Kirch Kogel aus dem 13. Jahrhundert.
- Ehemaliges Gutshaus als eingeschossiger, 13-achsiger Klinkerbau von 1840 mit zweigeschossigem Mittelrisalit und Krüppelwalmdach, in dem früher ein Jugend-, Kultur- und Umweltbildungszentrum untergebracht war.

Groß Tessin
- Alte Schmiede

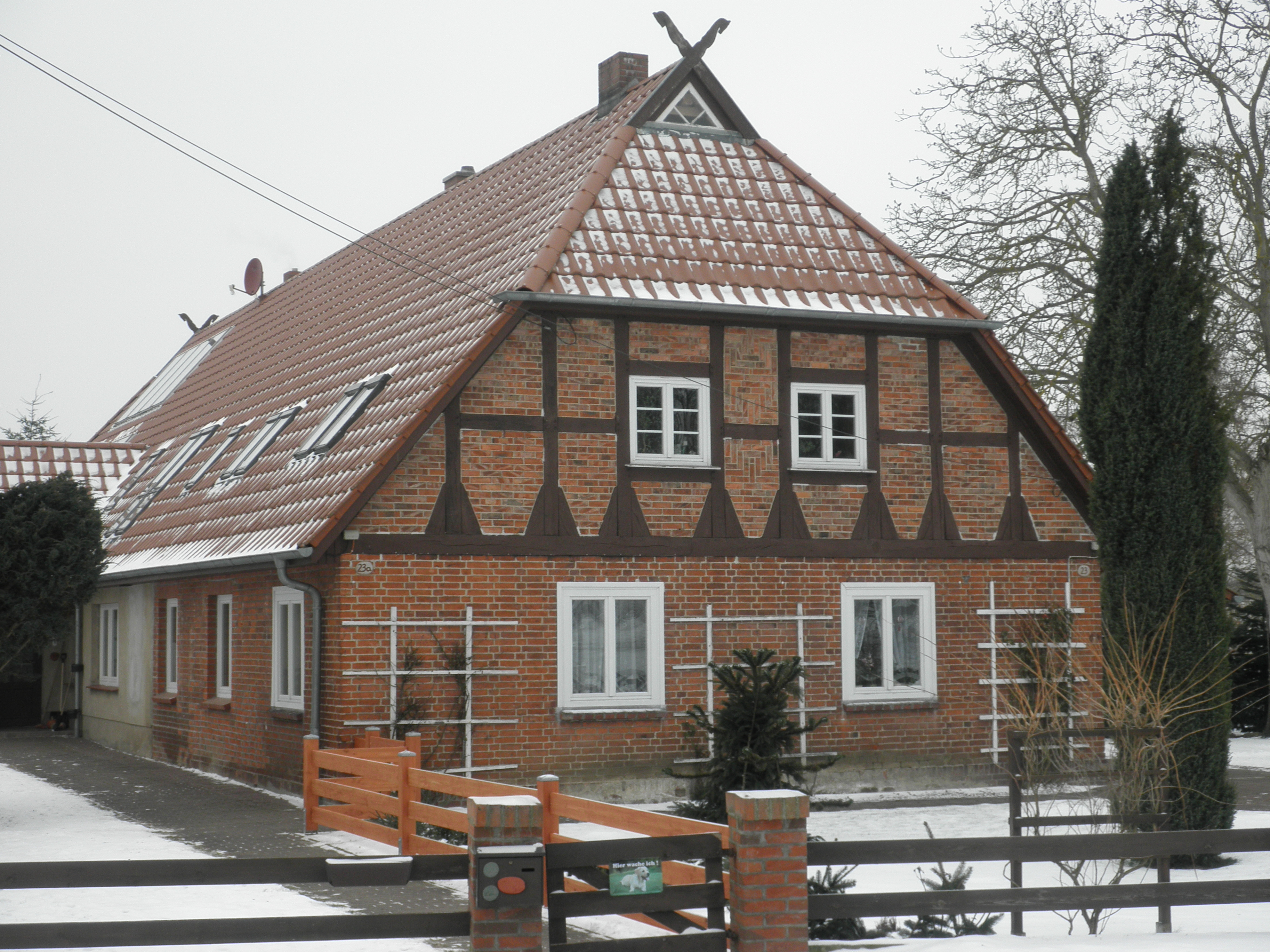
Siedlungshaus in Reimershagen (2014)
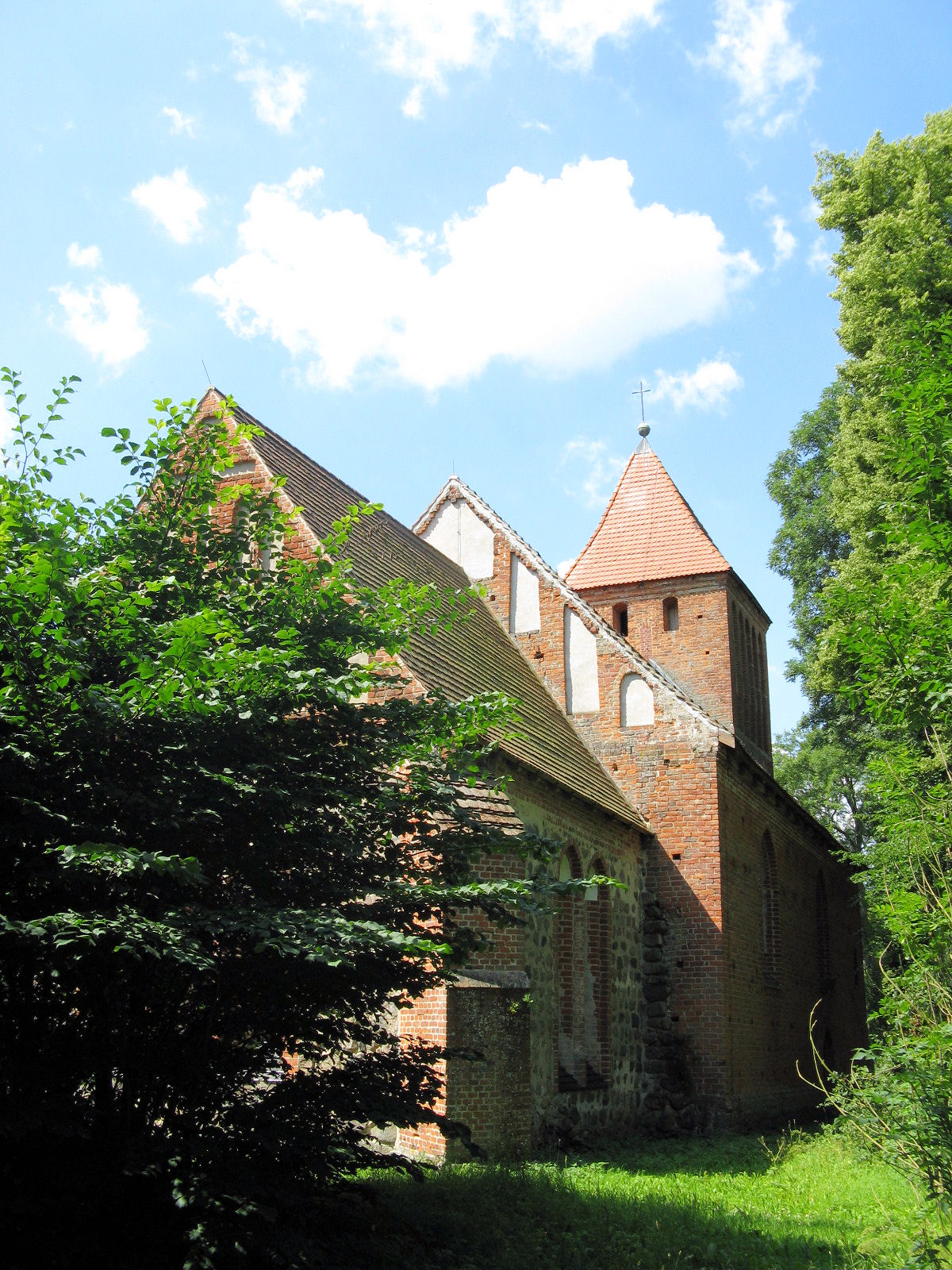
Kirche in Kirch Kogel (2009)
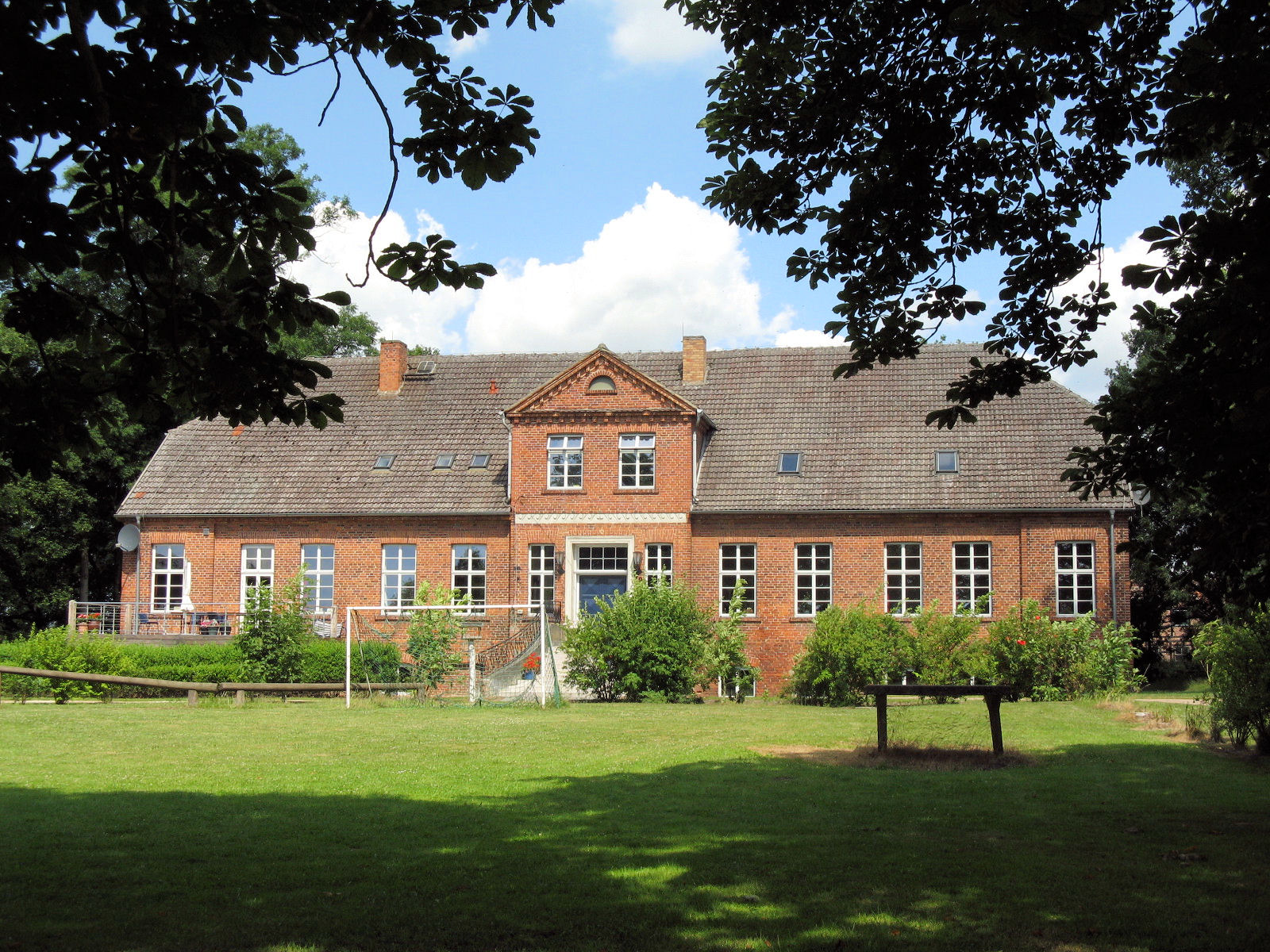
Ehemaliges Gutshaus in Kirch Kogel (2009)

## Verkehr
Etwas abseits der überregionalen Verkehrslinien ist Reimershagen durch Straßen mit den umliegenden Städten verbunden. Die Bundesautobahn 19 (Berlin – Rostock) ist etwa 14 Kilometer entfernt (Anschluss Krakow). Der nächste im Personenverkehr bediente Bahnhof befindet sich in der 20 Kilometer entfernten Kreisstadt Güstrow.
Im Gemeindegebiet kreuzen sich die Europawanderwege 9a und 10.

## Belege
1. ↑  Statistisches Amt M-V – Bevölkerungsstand der Kreise, Ämter und Gemeinden 2023 (XLS-Datei) (Amtliche Einwohnerzahlen in Fortschreibung des Zensus 2022) (Hilfe dazu).
2. ↑  Wahlergebnisse Gemeindevertretung auf www.amt-guestrow-land.de
3. ↑  Wahlergebnisse Bürgermeisterwahl auf www.amt-guestrow-land.de